# Покровский сельсовет (Фёдоровский район)
Покровский сельсовет — муниципальное образование в Фёдоровском районе Башкортостана.
Согласно Закону о границах, статусе и административных центрах муниципальных образований в Республике Башкортостан имеет статус сельского поселения.

## Состав
д. Покровка,
д. Гороховка,
д. Ильиновка,
д. Новониколаевка,
д. Русский Сухой Изяк,
д. Старониколаевка,
д. Татарский Сухой Изяк.

## Население
| 2002 | 2009 | 2010 | 2013 | 2014 | 2015 | 2016 |
| ---- | ---- | ---- | ---- | ---- | ---- | ---- |
| 696  | →696 | ↘613 | ↘572 | ↗574 | ↘543 | ↗566 |
| 2017 | 2018 |      |      |      |      |      |
| ↘538 | ↘523 |      |      |      |      |      |